# Коршиков, Геннадий Егорович
Геннадий Егорович Коршиков (19 февраля 1949, Ленинград, РСФСР, СССР) — советский спортсмен (академическая гребля), олимпийский чемпион (1972), заслуженный мастер спорта СССР (1972). Член КПСС с 1978 года.

## Спортивная карьера
- Олимпийский чемпион 1972 в гребле на двойке парной с Александром Тимошининым
- Участник олимпийских игр 1976 — 4 место (двойка парная)
- Серебряный призёр чемпионата мира 1974 (четверка парная)
- Бронзовый призёр чемпионата мира 1977 (двойка парная)
- Серебряный призёр чемпионата Европы 1973 (двойка парная)
- Бронзовый призёр чемпионата Европы 1971 (двойка парная)
- Неоднократный чемпион СССР: 1971, 1973, 1976, 1977 в гребле на двойке парной, 1972 на четверке парной.

## Награды
- Орден «Знак Почета»